# ヴォエンノエ・ショッセ駅
ヴォエンノエ・ショッセ駅（ヴォエンノエ・ショッセえき、ロシア語: Станция  Военное шоссе）は、ロシア連邦沿海地方ウラジオストクペルヴォレチェンスキー・ライオン地区にあるロシア鉄道極東鉄道支社シベリア鉄道ムィス・チェルキン支線の駅である。

## 歴史
- 2002年7月 - 開業。

## 駅構造
単式ホーム1面1線を有する地上駅。簡易的なホームのみの設置で、駅舎はない。

## 旅客列車運行状況
ウラジオストク方面
- ウラジオストク行き　エレクトリーチカ平日のみ2本

ムィス・チェルキン方面
- ムィス・チェルキン行き　エレクトリーチカ平日のみ1本

※当駅に停車する列車は隣のトゥレーチヤ・ラボーチャヤ駅を通過する。

## 隣の駅
ロシア鉄道極東鉄道支社
ムィス・チェルキン支線
エレクトリーチカ（各駅停車）
ウラジオストク駅 - ヴォエンノエ・ショッセ駅 - トゥレーチヤ・ラボーチャヤ駅